# IC 1807
IC 1807 ist eine elliptische Galaxie vom Hubble-Typ E0 im Sternbild Widder nördlich der Ekliptik. Sie ist schätzungsweise 408 Millionen Lichtjahre von der Milchstraße entfernt und hat einen Durchmesser von etwa 45.000 Lj.

Im selben Himmelsareal befinden sich u. a. die Galaxien IC 1802, IC 1804, IC 1806, IC 1809.
Das Objekt wurde am 16. Januar 1896 von Stéphane Javelle entdeckt.